# Hyperion (novela)
Hyperion es una novela escrita por Dan Simmons y publicada en 1989, ganadora de los premios Hugo, Locus e Ignotus.
Es la primera novela de la tetralogía Los cantos de Hyperion. En ella, el autor, siguiendo una estructura narrativa similar a la de Los cuentos de Canterbury de Geoffrey Chaucer, presenta un futuro en el que la humanidad ha colonizado docenas de mundos en la galaxia y domina el teletransporte y los viajes espaciales a velocidades superlumínicas. La novela recibe su nombre del poema épico inacabado Hyperion (1818), de John Keats, y contiene numerosas referencias a su obra.

## Sinopsis
En el siglo XXVIII la humanidad se encuentra expandiéndose por la galaxia, después de haber abandonado el moribundo planeta Tierra original. La llamada Hegemonía del Hombre mantiene la paz en una sorprendente pero evolutivamente estanca y acomodada sociedad que forma la Red de Mundos durante los últimos tres siglos, asesorada por las misteriosas Inteligencias Artificiales, quienes adquirieron conciencia propia y se liberaron del control de hombre siglos atrás para abocarse a sus propios intereses. 
En el mundo de Hyperion, más allá de la Red de Mundos, se encuentran las Tumbas del Tiempo, artefactos enviados desde el futuro lejano que están a punto de abrirse y encierran un terrible secreto relacionado con una imposible criatura que solo se comunica mediante la muerte, el Alcaudón, o Señor del Dolor, considerado por algunos como una deidad y por otros como avatar de la inminente expiación humana.
Asimismo, unos seres exteriores conocidos como éxters, descendientes también de la vieja Tierra, han demostrado el mismo interés por este extraño mundo: por razones desconocidas, todos los grupos de poder del universo conocido desean tomar el control del planeta en el momento que se abrirán las Tumbas de Tiempo.
En este contexto, siete personas se dirigen en Hyperion a una última peregrinación a su encuentro con el Alcaudón. Todos ellos, portadores de historias increíbles y temibles secretos, muestran al contar sus historias, pinceladas del complejo universo desarrollado por Simmons y de una sociedad abocada a una lucha por su destino, a la que tal vez puedan salvar.

## Argumento
La aventura se inicia con un cónsul, que recibe una llamada de Meina Gladstone, FEM (Funcionaria Ejecutiva Máxima) de la Hegemonía, para solicitarle unirse a la tripulación de la Ygdrassill, una nave arbórea (ver Yggdrasil), junto a otros seis pasajeros en una peregrinación a las Tumbas del Tiempo, en el lejano planeta Hyperion. Durante el viaje espacial los siete peregrinos deciden turnarse para narrar durante el viaje sus historias personales y tratar de conocer un poco más de los motivos de esta peregrinación y el por qué fueron seleccionados entre miles de solicitantes, no siendo ellos adherentes al culto del Alcaudón.

### Primera Historia: El hombre que gritó Dios (Lenar Hoyt)
Mientras la Ygdrassill se aproxima a Hyperion, el sacerdote católico Lenar Hoyt expone sus razones. Presenta a todos el diario de Paul Duré (también sacerdote) que fue encontrado en Hyperion.
Duré fue exiliado del núcleo de la ahora casi extinta Iglesia Católica, y se le mandó a Hyperion para cumplir una misión. Recorre medio planeta en busca de una misteriosa raza conocida como Bikura. Estos seres tienen rasgos parecidos a los de los afectados por síndrome de Down, piel blanca, y extraordinaria lentitud de pensamiento. No se expresan con palabras fácilmente, pero acogen a Duré en su aldea. Resultan muy enigmáticos para el sacerdote, pues no se interesan para nada por su misión evangélica. Cada cierto número de días realizan un ritual consistente en bajar trepando por un barranco, no permitiendo jamás que Duré los acompañe. Además, en su fragmentaria forma de hablar se refieren a ellos mismos como "LAS TRES VEINTENAS MÁS DIEZ" y suelen mencionar cosas acerca de la "MUERTE VERDADERA" y "LOS CRUCIFORMES".
Duré no puede dominar su curiosidad, así que baja el barranco y encuentra una estructura cavada en la roca la cual contiene una cruz hecha de joyas. Tiempo después es descubierto semidesnudo por uno de ellos. La tribu decide matarlo, pero al ver el crucifijo del sacerdote, deciden convertirlo en uno de ellos, "un cruciforme". Así, lo llevan con ellos al descenso, lo introducen en una cueva y Duré observa muchos pequeños cristales rosados en forma de cruz, como corales, que salen de las paredes y el techo de la cueva. De repente refulgen un par de rubíes en la oscuridad y Duré se ve cara a cara con el legendario Alcaudón, aunque los Bikura no parecen verlo. El Alcaudón desaparece y la tribu le cuelga a Duré al cuello uno de los cristales cruciformes. El sacerdote se desmaya y al día siguiente despierta en la aldea con el cristal incrustado en su piel. Extrañado, planea su fuga mientras los Bikura bajan la guardia, pero al tratar de salir del territorio Bikura, el pecho le duele terriblemente.
Sin escapatoria y tras observar más a los Bikura, se da cuenta de que los cruciformes que llevan en el pecho reviven al individuo en caso de que muera, y es por eso que siempre son la misma cantidad. Invocando su fe, Duré decide hacer frente a la falsa resurrección que provoca el cruciforme, y decide freírlo clavándose a sí mismo en un árbol eléctrico, a modo de crucifixión, con un par de lanzas eléctricas de su equipo de viaje.
Años después es encontrado por exploradores (incluido Hoyt), todavía clavado al árbol, cubierto de carne a medio freír pero todavía con el cruciforme tratando de reconstruirlo. Fueron para él siete años muriendo y reviviendo a cada minuto, y en el momento en que lo encuentran aún está vivo, pero fallece por fin.
Hoyt intenta viajar nuevamente a Hyperion para resolver el misterio de los Bikura. Él tiene también un cruciforme en el pecho, y no solo eso, sino que al lado de este, está el del difunto Paul Duré.

### Segunda Historia: Amantes de guerra (Fedmahn Kassad)
Kassad, soldado de origen árabe, narra su entrenamiento en varios planetas, incluido Marte.
Mientras entrenaba en un simulador virtual de la Edad Media, pelea al lado de una misteriosa chica, y terminan haciendo el amor, solo para despertar de la simulación y descubrir que la chica nunca estuvo allí.
Mientras continúa con sus asuntos de guerra, encuentra a la misma chica en varias ocasiones, tiempos y espacios distintos, sin siquiera decirse una palabra ni conocer él el nombre de ella (ella sí conoce el de Kassad, misteriosamente) y continúan siendo amantes.
Todo el misterio continúa hasta que en un viaje a Hyperion, la nave es atacada por fuerzas de la armada éxter mientras se hallan en el espacio. La nave resulta muy dañada y todos los tripulantes mueren, con excepción de Kassad, quien se enfrenta a los éxter y logra matarlos. La nave se precipita y Kassad se desmaya.
Despierta en Hyperion, en un palacio, y se descubre al lado de la chica. Ella le revela su nombre: Moneta; Kassad le pregunta sobre su identidad, si recuerda algo, pero ella le dice que aún no lo ha conocido, que el pasado de Kassad es el futuro de ella. Le dice luego que como guerreros deben cumplir una misión importante, y lo viste con un traje dérmico que incrementa sus habilidades a un nivel prácticamente infinito; la chica también lleva uno de esos trajes, y conduce a Kassad a las Tumbas de Tiempo, donde se encaran con el Alcaudón. Kassad está dispuesto a luchar pero Moneta le revela que ahora serán aliados del Alcaudón. Una docena de naves éxter llenas de soldados aterrizan en las Tumbas, y los tres guerreros se lanzan al ataque. Kassad experimenta cómo puede moverse a velocidad ultralumínica, y cómo su fuerza es capaz de despedazar naves de soldados enteras, sin que estos tengan tiempo de reaccionar. Tras la batalla, Kassad se acerca a Moneta para recordar los viejos tiempos, pero mientras hacen el amor, Moneta se transforma en un monstruo e intenta atacarlo. Kassad se desmaya y es recogido días después por tropas humanas.
La misión de Kassad es volver a Hyperion para reencontrarse con Moneta para hacer "lo que se deba hacer": Amarla, o matarla.
El grupo descubre ahora cómo fue que las tropas éxter que exploraban Hyperion fueron exterminadas.

### Tercera Historia: Los Cantos de Hyperion (Martin Silenus)
Silenus es un poeta que ha vivido cientos de años gracias a los tratamientos Poulsen, que retrasan el envejecimiento.
Durante su infancia habitó en la Tierra, hasta que fue destruida por un error en los sistemas de computación. Las tierras de la familia de Silenus se arruinaron y tuvieron qué enviarlo a un planeta peligroso a trabajar como minero. Durante el viaje, los cambios de presión afectan la parte del cerebro dedicada al habla, pudiendo ahora articular solo seis palabras, todas ellas obscenas. Mientras trabaja, debido a su imposibilidad de quejarse, comienza a pensar en las palabras, pero sobre todo en la Vieja Tierra. Decide hacerse poeta y comienza a escribir un extenso y melancólico poema sobre la muerte de la Vieja Tierra, titulado Tierra Moribunda. Por accidente una señora acaudalada descubre su talento y deciden distribuir el poema masivamente por la Esfera de Datos y se vuelve un éxito inmenso, al grado de considerarlo clásico.
Continúa escribiendo nuevas poesías. No obstante, las editoriales ya no tienen interés en publicarlas, considerando el éxito de Silenus una casualidad oportunista. Resignado, Silenus continúa publicando Tierra Moribunda, que ahora es una serie de pésimas novelas, pero con gran éxito. Martin se muda a La Ciudad de los Poetas en Hyperion junto a otros pensadores de élite. En una de sus conversaciones con "triste rey Billy", uno de sus amigos, descubren que los escritos últimos de Silenus parecen estar reaccionando de forma impredecible: el Alcaudón aparece por todo Hyperion y genera una ola de asesinatos de intelectuales, artistas y sobre todo poetas. Martin no encuentra forma de detenerlo, considerándolo su Musa, y confiando que con su inspiración podrá escribir la mejor obra de todos los tiempos. Una noche mientras está con Billy, Silenus tiene un arrebato y el Alcaudón aparece, arrancando a Billy del lugar y llevándoselo para clavarlo en el árbol del dolor.
Así se descubre que el Alcaudón se ha liberado de las Tumbas de Tiempo y es capaz de manifestarse por todo Hyperion.

### Cuarta historia: El río Leteo sabe amargo (Sol Weintraub)
Sol Weintraub es un erudito judío que vive en Mundo de Barnard (planeta en torno a la Estrella de Barnard). El objeto de su estudio es Dios y cómo la humanidad se ha relacionado con él.
Sol tiene una hija llamada Rachel. Desde pequeña, Rachel muestra ser muy activa y, al hacerse mayor, se convierte en arqueóloga y decide ir a Hyperion. Sol no está muy de acuerdo en que vaya a Hyperion, pues conoce las historias que circulan sobre el Alcaudón y las Tumbas del Tiempo, pero Rachel le tranquiliza, asegurándole que no hay nada anormal y que lo único que sucedió en el pasado es que algunos irresponsables se acercaron demasiado a las mareas antientrópicas.
Rachel viaja a Hyperion y conoce a un compañero de trabajo del que se enamora. Una noche, mientras da una solitaria vuelta por las Tumbas del Tiempo, suenan las alarmas que detectan una fuerte subida de las mareas antientrópicas. De repente, las Tumbas se convierten en un lugar irreconocible, en el que aparecen cámaras donde antes no había ninguna. Rachel nota una presencia a su lado.
Rachel se despierta en el hospital al lado de su novio. No recuerda nada, aunque parece encontrarse bien. Con consternación, activan una grabación en la que se oye a sí misma diciendo que su memoria se deshace... Cada día olvida lo que ha hecho el anterior.
No tardan en darse cuenta de que no solo olvida lo que ha hecho el día anterior, sino que cada día se borra un día previo al accidente. Finalmente descubren que el cuerpo de Rachel está rejuveneciendo (de ahí que borre los recuerdos de aquellos sucesos que aún no ha vivido).
Al principio Rachel intenta rehacer su vida. Cada día se enfrenta al mismo infierno: con grabaciones y notas tiene que recordarse a sí misma quién es y qué le ha pasado en Hyperion. 
El caso de los Weintraub despierta la curiosidad de los medios de la Hegemonía, pero el provincianismo de Mundo de Barnard les asegura cierta intimidad.
Poco a poco Rachel va rejuveneciendo y llega un momento en el que desisten de decirle la verdad. En su lugar, le cuentan alguna mentira piadosa, como que ha estado enferma y por eso no puede salir a jugar con otros niños.
Sol intenta comprender por qué Dios ha castigado a su hija de esta forma. Cree que sacrificándose él en lugar de su hija ella quedará libre, pero una misteriosa aparición en sueños le dice que eso sirvió en el pasado, pero esta vez habrá que sacrificar a la niña. La aparición le pide que acuda con su hija a Hyperion, a lo que Sol se niega.
Sol también pide ayuda a la Iglesia del Alcaudón, pero no obtiene la respuesta que él pide. Para ellos, su hija ha sido bendecida por el Alcaudón.
Los Weintraub se someten a tratamientos Poulsen para poder cuidar a su hija y se la llevan al mundo judío de Hebrón, donde esperan obtener tranquilidad, pero la madre muere en un accidente de tráfico mientras visita a su hermana en Mundo de Barnard.
Conforme Rachel se va haciendo más y más pequeña, Sol se ve sumido en la desesperación. Está dispuesto a llevar a su hija a Hyperion, pero Hegemonía no le deja. Finalmente, tras una campaña mediática a su favor, el desesperado padre consigue embarcar en la peregrinación a Hyperion.

### Quinta historia: (Het Masteen)
Het Masteen no llega a contar su historia ya que desaparece en la carreta eólica. En el lugar de la desaparición se encuentra la caja del erg y un charco de sangre. Nadie tiene pistas sobre lo sucedido.

### Sexta historia: El largo adiós (Brawne Lamia)
El caso impactó a la detective Brawne desde el principio porque el cliente "era un Adonis". El cliente pide que investigue el asesinato... de él mismo. Brawnie no lo entiende y su cliente se explica: es un cíbrido (un híbrido entre humano e IA del Tecnonúcleo) y ha sufrido una desconexión temporal con el Núcleo. Aunque para un humano eso no sería nada, para una IA tanto tiempo desconectado equivale a un asesinato. El cíbrido resulta ser una recreación del poeta John Keats.
El caso desconcierta a Brawne, pero lo acepta. Comienza a rastrear pistas y encuentra que su cliente es seguido por un individuo. Brawne lo persigue hasta que, al cazarlo, descubre que también es un cíbrido. Aparecen nuevos perseguidores que resultan haber sido contratados por la Iglesia del Alcaudón. Cuando Brawne y John les piden explicaciones ellos afirman que contrataron al cíbrido porque temían por la seguridad de John y revelan que John Keats pidió peregrinar a Hyperion, pero poco después recusó la aceptación, lo que les dejó desconcertados. Brawnie también descubre que en el período del que John no recuerda nada habló con un templario (¿Het Masteen?).
Para saber más, deciden recurrir a un ciberfan que les lleva al Núcleo. Es un viaje peligroso, pero allí John descubre que hay una guerra entre las diversas facciones del Tecnonúcleo. Los Estables desean mantener la relación con la Humanidad. Los Máximos desean, ante todo, la creación de una Inteligencia Máxima que será capaz de computar el Universo entero. Finalmente, los Volátiles desean exterminar a toda la Humanidad. Durante siglos, las tres facciones han mantenido un precario equilibrio pero desde hace poco los Volátiles, con la ayuda de los Máximos, han impuesto su criterio. El Núcleo se prepara para exterminar a los humanos y los Estables, los únicos que desean mantener la alianza con ellos, luchan desesperadamente para evitarlo. En realidad los Estables no es que quieran salvar a los humanos sino a sí mismos, pues saben que si los Máximos logran construir su Inteligencia Máxima todas las IAs "inferiores" serán eliminadas (incluidos ellos mismos, claro).
Brawne y John deciden ir a Hyperion. Cuando se dirigen al templo del Alcaudón de Lusus son atacados de nuevo. Brawne queda muy herida y John muere, pero antes de morir le transfiere su identidad a un disco que lleva ella en el cráneo. Brawnie es curada y, mientras reposa, oye los salmos de los creyentes que, bendiciéndola, la llaman "novia de la expiación".
Brawne descubre que está embarazada de John y emprende el viaje a Hyperion.

### Séptima historia: Recordando a Siri (el cónsul)
El cónsul comienza abriendo el diario electrónico de su abuelo. Es un navegante estelar que trabaja en el transporte de piezas para la esfera de singularidad que permitirá el uso de teleyectores en Alianza-Maui. Debido a la deuda temporal acumulada en los viajes con motores Hawking, lo que son solo unos meses de viaje para el navegante se convierten en varios años para los residentes en el planeta.
La primera escena que muestra es él llegando al mundo de Alianza-Maui. Desoyendo las directrices, él y un compañero montan en una alfombra voladora y viajan a un festival nativo. Allí son recibidos con hostilidad por algunos de ellos y, en una trifulca, muere su compañero. También allí conoce a Siri y entablan amistad.
En el segundo viaje del navegante la autoridad desea que vea de nuevo a Siri, ya que corren leyendas en torno a él. En ese y en sucesivos viajes, el navegante y Siri viven una historia de amor, salpicada por los muchos años que -para Siri- transcurren entre cada visita. El abuelo del cónsul ve envejecer a Siri con cada viaje.
La relación permite al abuelo del cónsul conocer un poco la civilización de Alianza-Maui, un paraíso de vida que se ve cada día más amenazado por las explotaciones petrolíferas y la creciente llegada de turistas de la Hegemonía.
Finalmente, cuando llega en su último viaje, el primer teleyector está a punto de ser inaugurado, pero Siri ha muerto unos meses atrás. Va hacia su tumba y recoge el diario electrónico de ella. Allí Siri le confiesa cómo le odió en su primer encuentro, cómo le amó después y cómo notaba la creciente senectud de su cuerpo mientras el navegante estelar se mantenía siempre joven. También le confiesa su plan: los habitantes de Alianza-Maui están hartos de la Hegemonía. Saben que el sistema teleyector traerá consigo la destrucción de su mundo y de su forma de vida. Siri ha organizado una rebelión y, cuando se intenta activar por primera vez el teleyector, la esfera de singularidad implosiona.
El cónsul detiene el relato del diario electrónico y prosigue con sus propias palabras.
Su abuelo luchó en la llamada "Rebelión de Siri", no así su padre, que fue un fiel sirviente de la Hegemonía. Por su parte, él quiso servir con los rebeldes, pero su abuelo se lo impidió. El cónsul narra cómo su mundo fue arrasado mientras los rebeldes libraban un desigual combate contra FUERZA.
Para la Hegemonía, el cónsul tenía un historial impoluto y, tras su boda con una de las primeras familias de Alianza-Maui, el cónsul inicia su carrera diplomática. Asciende rápido. Le destinan a Hebrón y a otros mundos. Para él la misión siempre trae consigo el mismo resultado: la destrucción de la vida nativa y la imposición de la uniformidad de la Hegemonía.
Al cónsul le destinan entonces a Bressia. Su objetivo es lograr que los nativos provoquen a los éxters. Según las autoridades de la Hegemonía, un ataque éxter servirá a sus intereses de un modo que no le es revelado. Funciona. Los bressianos atacan a los éxters sin provocación previa y estos, lógicamente, contraatacan. Por un error de cálculo el cónsul todavía está en Bressia cuando sucede el contraataque éxter. En la guerra muere su familia y el cónsul cae en el alcoholismo.
Al cónsul le destinan una misión de gran importancia: entablar negociaciones con los éxters. El plan es que los éxters ataquen Hyperion. Le asignan una nave privada a la que él solicita una modificación: un piano. El cónsul viaja por espacio controlado por los éxters hasta que le capturan. El cónsul confiesa el plan de Hegemonía a los éxters y les dice que todo ataque a Hyperion será una trampa pero ellos aducen que piensan atacar Hyperion de todas formas. Ellos también están obsesionados con Hyperion.
El cónsul describe de forma idílica el enjambre éxter. Ellos han evolucionado mientras que la Hegemonía se ha estancado. Los éxters se han realizado modificaciones genéticas para adaptarse a vivir en otros entornos, en vez de exterminar cuantas formas de vida alienígenas encuentran a su paso. Por eso el Núcleo les tiene miedo, ya que los éxters escapan a su control. Durante siglos el Núcleo ha perseguido a los éxters, pero estos siempre han huido.
Los éxters confían en el cónsul y le mandan al planeta con un equipo que pretende abrir las Tumbas del Tiempo. Una vez allí el cónsul mata a todo el equipo. Huye de vuelta al espacio pero los éxters no le persiguen. Se refugia en un mundo cercano y espera.
El cónsul clama venganza. Venganza contra la Hegemonía que destruyó Alianza-Maui, venganza contra los éxters que mataron a su familia. Finalizada la narración, el resto de los peregrinos discuten acerca de la condición del cónsul como espía éxter, pero deciden no tomar acciones contra él.

### Final
La novela termina cuando los peregrinos, sin la presencia de Het Masteen, entran en el valle de las Tumbas del Tiempo, mientras cantan una canción de El Mago de Oz.

## Personajes
Los principales personajes en Hyperion son los siete peregrinos elegidos por la Iglesia de la Expiación Final que viajan hacia las Tumbas del Tiempo, lugar donde aguarda el Alcaudón. Los peregrinos son:
- Lenar Hoyt: Es un sacerdote católico. Su historia está relacionada con la de otro sacerdote, el padre Duré, contada a través de unos diarios de este último, escritos durante su exilio en Hyperion.
- Fedmahn Kassad: Coronel de FUERZA, brazo militar de la Hegemonía. Vive una aventura amorosa con una misteriosa mujer llamada Moneta, que parece estar estrechamente relacionada con el Alcaudón, o ser el Alcaudón mismo. Su objetivo es acabar con el Alcaudón, y con ella si es necesario.
- Martin Silenus: Es un anciano poeta que vivió durante algunos años de su vida en Hyperion, en la Ciudad de los Poetas. Cree que una de sus obras inacabadas, Los Cantos de Hyperion, rige los sucesos relacionados con el Alcaudón, e incluso los del universo entero.
- Sol Weintraub: Es un profesor judío. Viaja con su hija, la cual sufre el Mal de Merlín, adquirido durante un viaje de investigación a Hyperion. Esta "enfermedad" causa que el que la padece rejuvenezca en vez de envejecer.
- Het Masteen: Templario y capitán de la nave arbórea Ygdrassill.
- Brawne Lamía: Es una detective privada que se ve envuelta en una historia de amor con un cíbrido que mantiene una misteriosa relación con Hyperion.
- El cónsul: Es un diplomático de la Hegemonía y antiguo gobernador del planeta Hyperion, presente en la rebelión de Alianza-Maui.

Al margen de los peregrinos de Hyperion, el personaje que actúa como verdadero hilo conductor de toda la obra, es el Alcaudón.

## Sociedades y Razas
- La Hegemonía del Hombre: Es el gobierno interplanetario que abarca todos los mundos colonizados durante la Hégira (Destrucción de la Tierra y éxodo de los humanos a distintos planetas). Está dirigido por un FEM (Funcionario Ejecutivo Máximo) y cuenta con una especie de parlamento interestelar conocido como "La Entidad Suma". Gobierna decenas de mundos, principalmente los que constituyen la Red de Mundos.
- Éxter: Son descendientes de humanos, que en vez de terraformar planetas (adaptarlos para habitar) han recurrido a la genética con el fin de adaptar sus cuerpos a diversos ambientes, incluso el espacio. Cada uno es distinto, suelen vestir armaduras nanotecnológicas que se adhieren a la piel, tener alas de varios kilómetros de largo para viajar por el espacio y podemos ver que algunos tienen antenas, cinturas de avispa, colmillos de morsa o presentarse en cualquier variedad de formas y tamaños. Se les considera agresivos y enemigos de la Hegemonía, la red de mundos de los humanos.
- El TecnoNúcleo: Después de la Hégira las máquinas se convirtieron en seres muy inteligentes y desplazaron su mente al TecnoNúcleo. Nadie conoce su ubicación. Las Inteligencias Artificiales del Núcleo regalaron a los humanos la tecnología de los Teleyectores, que son portales que permiten trasladarse en un instante de cualquier punto del universo a otro. Los planetas conquistados por los humanos fueron dotados de teleyectores y conformaron una Red de Mundos, a modo de Naciones Unidas. Las Inteligencias Artificiales regalaron también la Esfera de Datos, una suerte de Red hipermodernizada, a la cual se accede con implantes cerebrales, y que ha pasado a ser más importante que la vista o el oído.

Las Inteligencias Artificiales forman alianzas temporales y guerrean entre sí sin cesar, pero se les considera aliados de los humanos. Hay sospechas de que tuvieron algo que ver con la creación del Alcaudón.